# Diana Langes-Swarovski
Diana Langes (eigentlich: Diana Fernández de Córdova Hohenlohe-Langes Swarovski; * 9. September 1971) ist eine österreichische Unternehmerin und Präsidentin des Fußballvereins WSG Tirol (bis 2019 WSG Wattens).

## Leben
Langes-Swarovski gehört zu den Erben des österreichischen Konzerns D. Swarovski. Sie ist die Ururenkelin des Firmengründers Daniel Swarovski, Tochter des langjährigen Konzernchefs Gernot Langes-Swarovski und Schwester des ehemaligen Konzernchefs Markus Langes-Swarovski.
Nach der Schule arbeitete sie als Model, lebte zeitweise auf einer Büffelfarm in Venezuela und führte einen Gastronomiebetrieb in Innsbruck.
Langes-Swarovski wohnt und arbeitet in Tirol.

## Arbeit
2013 übernahm sie das Amt als Präsidentin des Fußballvereins WSG Wattens, das zuvor ihr Vater innehatte. Unter ihrer Leitung gelang dem Verein der Aufstieg in die zweite österreichische Bundesliga. Zur Saison 2019/20 stieg der Verein in die erste Liga auf und benannte sich in WSG Tirol um.
Darüber hinaus steht Langes-Swarovski ihrem eigenen Unternehmen vor.

## Auszeichnungen
- 2021: Verdienstkreuz des Landes Tirol[2]